# Акпаев, Аманча Сейсенович
Аманча Сейсенович Акпаев (каз. Аманша Сейсенұлы Ақпаев; 1937—2004) — президент национального Олимпийского комитета Республики Казахстан (1993—2002). Заслуженный тренер СССР (1992).

## Карьера
Уроженец села Владимировка (Енотаевский район, Астраханская область). В 1961 году окончил Казахский институт физической культуры.
С 1961 года — преподаватель физического воспитания Кзыл-Ординского педагогического института.
С 1963 года — инструктор, главный тренер Республиканского совета Союза спортивных обществ и организаций,
С 1965 года — на комсомольской работе; инструктор, заведующий отделом спортивной и оборонно-массовой работы ЦК ЛКСМ Казахстана.
С 1970 года — председатель Комитета молодежных организаций Казахстана.
С августа 1971 года — председатель Комитета по физкультуре и спорту при Совете Министров Казахской ССР.
С 1986 года — председатель Госкомитета Казахской ССР по физкультуре и спорту.
С января 1991 года — председатель Государственного комитета Казахской ССР по делам молодежи, физкультуре и спорту, а с августа 1991 года — первый заместитель министра туризма, физкультуры и спорта Республики Казахстан.
В 1993—2002 годах — президент Национального Олимпийского комитета Республики Казахстан.

## Награды
- Орден «Курмет» (1996 год),
- Орден Дружбы народов,
- Орден Знак Почёта (дважды),
- Золотой Олимпийский орден — высшая награда МОК (1997 год),
- Две медали,
- Заслуженный деятель Казахстана (под номером 1),
- Заслуженный работник физической культуры Казахстана,